# 倍螳属
倍螳属（学名：Bimantis）是宽膝螳科的一属。

## 下属物种
本属包括以下物种：
- Bimantis malaccana Rehn, 1904